# Joseph Lebeau
Jean Louis Joseph Lebeau(Huy, 3 de gener de 1794 − Huy, 19 de març de 1865) fou un polític liberal belga i estadista, i el segon primer ministre d'aquest país.

## Biografia
Nascut a Huy, va rebre formació d'un oncle que era rector a Hannut, i es va convertir en un empleat. Va recaptar diners per estudiar Dret a la Universitat de Lieja, i va ser cridat a l'associació bar el 1819. Mentre que en Lieja, va formar una ràpida amistat amb Charles Rogier i Paul Devaux, juntament amb el qual va fundar a Lieja el 1824, elMathieu Laensbergh, després Le politique, una revista que va ajudar a unir al Partit Social Chrétien (Bèlgica), Partit Catòlic amb el liberalista.
Lebeau no s'havia destinat per a la separació del Països Baixos i Bèlgica, però que es va veure obligat per la Revolució belga de 1830. Ell va ser enviat pel seu districte natal del Congrés Nacional (Bèlgica), i es va convertir en ministre d'Afers Exteriors del març de 1831 durant la regència provisional d'Erasme-Luis Surlet de Chokier. En proposar l'elecció de Leopold I de Bèlgica, assegurant una actitud benèvola per part de la Regne Unit, però la restauració dels Països Baixos d'una part dels ducats de com el Ducat de Limburg i Luxemburg va provocar una oposició acalorada el 1839 en signar el Tractat de Londres de 1839, i Lebeau va ser acusat de traïció als interessos belgues.
Va renunciar a la direcció d'Afers Exteriors sobre l'adhesió del rei Leopold, però l'any següent es va convertir en ministre de justícia. Va ser elegit diputat per Brussel·les el 1833, i va retenir el seu escó fins a 1848. Les diferències amb el rei van portar-lo al seu retir el 1834. Posteriorment va ser governador de Namur el 1838, i de la Reichstag el 1839, i el 1840 va formar un breu Liberal ministeri. D'aquesta època no ocupava cap lloc politic dintre l'Estat, encara que va continuar el seu enèrgic suport als liberals i a l'anticlericalisme mesurat. Va morir a Huy.